# طواف إقليم الباسك 2012
طواف إقليم الباسك 2012 هو سباق دراجات هوائية، تكون السباق من 6 مراحل وامتدّ لمسافة 824.6 كم بسرعة 39.321 كم/س، استغرق السباق 20 ساعة 58 دقيقة 15 ثانية. فاز به الإسباني صمويل سانتشيث، بينما حلّ ثانيا الإسباني الآخر خواكيم رودريغيث.

## الترتيب
| م                     | الدرّاج          | البلد   | الزمن                     |
| --------------------- | --------------- | ------- | ------------------------- |
| الفائز بالترتيب العام | صمويل سانتشيث   | إسبانيا | 20 ساعة 58 دقيقة 15 ثانية |
| الثاني                | خواكيم رودريغيث | إسبانيا |                           |